# タイラー・ベイツ
タイラー・ベイツ（Tyler Bates、1965年6月5日 - ）は、アメリカ合衆国の音楽プロデューサー、作曲家、ギタリスト。
数多くの映画音楽を手がけており、アクションやホラー作品に多く携わっている。主に、ザック・スナイダーやジェームズ・ガン、デヴィッド・リーチ、ロブ・ゾンビ、タイ・ウェストとのタッグで知られる。
2013年、『カリフォルニケーション』の撮影現場でマリリン・マンソンと出会い、2018年までマリリン・マンソンのギタリストとして活動していた。また、ジェリー・カントレルとも度々コラボしている。

## 来歴
幼少期は、イリノイ州シェルビー群の幽霊が出るログハウスのある牧場に住んでいた。その土地で経験した2度の悪魔祓いと、知らずに墓穴を掘るという奇妙な仕事は、人格形成期にあった彼のイマジネーションを大いに育んだ。墓穴を掘る仕事をしたのは高校生の頃で、シカゴマフィアのジェリー・スカリーズの家の近くに住んでいた。ベイツいわく「彼はただの叔母の隣人で、3フィート半の穴を掘るのに時給7ドルとビールをくれた」という。
トレーダーとして働いていたこともある。

## 主な作品

### 映画
| 公開 | タイトル                                       | 監督                                    | 備考 |
| ---- | ---------------------------------------------- | --------------------------------------- | --- |
| 1993 | Blue Flame                                     | カシアン・エルウィズ                    | ジョージ・アンドリアンと共同                                                                                                  |
| 1994 | Deep Down                                      | ジョン・トレヴァーズ                    | |
| 1994 | Tammy and the T-Rex                            | スチュワート・ラフィル                  | ジャック・コンラッド、トニー・リパレッティと共同                                                                              |
| 1995 | Not Like Us                                    | デイブ・ペイン                          | |
| 1995 | Criminal Hearts                                | デイブ・ペイン                          | |
| 1997 | 死にたいほどの夜                               | スティーブン・ケイ                      | |
| 1998 | Suicide, the Comedy                            | グレン・フライアー                      | |
| 1998 | Denial                                         | アダム・リフキン                        | |
| 1999 | シッカー・ザン・ウォーター                     | リチャード・カミングス・ジュニア        | クインシー・ジョーンズ3世と共同                                                                                               |
| 2000 | 追撃者                                         | スティーブン・ケイ                      | テーマ曲 - ロイ・バッド |
| 2000 | SHRIEK（シュリーク） 最低絶叫計画!?            | ジョン・ブランチャード                  | |
| 2001 | カモン・ヘブン!                                | ダグ・マクヘンリー                      | ジョン・E・ローヌと共同 |
| 2001 | ビッグ・マネー                                 | サム・ワイズマン                        | |
| 2001 | Night at the Golden Eagle                      | アダム・リフキン                        | |
| 2002 | ラヴ＆ブリット                                 | ベン・ラムジー                          | ウォルフガング・マッテスと共同                                                                                                |
| 2002 | 奪還 DAKKAN -アルカトラズ-                     | ドン・マイケル・ポール                  | |
| 2002 | Lone Star State of Mind                        | デヴィッド・セメル                      | |
| 2002 | シティ・オブ・ゴースト                         | マット・ディロン                        | |
| 2003 | バッドアス!                                    | マリオ・ヴァン・ピーブルズ              | |
| 2004 | ユー・ガット・サーブド                         | クリス・ストークス                      | |
| 2004 | ドーン・オブ・ザ・デッド                       | ザック・スナイダー                      | IFMCAオリジナル・スコア賞 - ノミネート                                                                                        |
| 2005 | デビルズ・リジェクト マーダー・ライド・ショー2 | ロブ・ゾンビ                            | ファンゴリア・チェーンソー・アワード作曲賞 - 受賞                                                                             |
| 2006 | シー・ノー・イーヴル 肉鉤のいけにえ            | グレゴリー・ダーク                      | |
| 2006 | スリザー                                       | ジェームズ・ガン                        | |
| 2006 | 300 〈スリーハンドレッド〉                     | ザック・スナイダー                      | エリオット・ゴールデンサールによる原曲を編集 サターン音楽賞 - ノミネート BMI映画音楽賞 - 受賞                                 |
| 2007 | グラインドハウス                               | ロブ・ゾンビ                            | 『Werewolf Women of the SS』パートを担当                                                                                      |
| 2007 | ハロウィン                                     | ロブ・ゾンビ                            | テーマ曲 - ジョン・カーペンター                                                                                               |
| 2008 | ドゥームズデイ                                 | ニール・マーシャル                      | |
| 2008 | デイ・オブ・ザ・デッド                         | スティーヴ・マイナー                    | |
| 2008 | 地球が静止する日                               | スコット・デリクソン                    | |
| 2009 | ウォッチメン                                   | ザック・スナイダー                      | BMI映画音楽賞 - 受賞 |
| 2009 | ハロウィンII                                   | ロブ・ゾンビ                            | テーマ曲 - ジョン・カーペンター                                                                                               |
| 2009 | The Haunted World of El Superbeasto            | ロブ・ゾンビ                            | |
| 2010 | スーパー!                                      | ジェームズ・ガン                        | |
| 2010 | 星の旅人たち                                   | エミリオ・エステベス                    | |
| 2011 | エンジェル ウォーズ                            | ザック・スナイダー                      | マリウス・デ・ヴリーズと共同                                                                                                  |
| 2011 | コナン・ザ・バーバリアン                       | マーカス・ニスペル                      | |
| 2011 | キラー・スナイパー                             | ウィリアム・フリードキン                | |
| 2011 | ダーケストアワー 消滅                          | クリス・ゴラック                        | |
| 2013 | ムービー43                                     | ジェームズ・ガン                        | 『Beezel』パートを担当 |
| 2013 | サクラメント 死の楽園                          | タイ・ウェスト                          | |
| 2014 | NSFW 絶対消去                                  | ジョー・ジョンストン                    | |
| 2014 | 7500                                           | 清水崇                                  | |
| 2014 | ガーディアンズ・オブ・ギャラクシー             | ジェームズ・ガン                        | HMMAオリジナル・スコア賞 - ノミネート                                                                                         |
| 2014 | ジョン・ウィック                               | チャド・スタエルスキ デヴィッド・リーチ | ジョエル・J・リチャードと共同                                                                                                 |
| 2016 | サラリーマン・バトル・ロワイアル               | グレッグ・マクリーン                    | |
| 2017 | ジョン・ウィック:チャプター2                   | チャド・スタエルスキ                    | ジョエル・J・リチャード BMI映画音楽賞 - 受賞                                                                                  |
| 2017 | ガーディアンズ・オブ・ギャラクシー:リミックス  | ジェームズ・ガン                        | |
| 2017 | アトミック・ブロンド                           | デヴィッド・リーチ                      | |
| 2017 | リミット・オブ・アサシン                       | ブライアン・スムルツ                    | |
| 2017 | デス・ライブ                                   | ショーン・カーター                      | |
| 2018 | デッドプール2                                  | デヴィッド・リーチ                      | HMMAオリジナル・スコア賞 - ノミネート                                                                                         |
| 2018 | バッド・スパイ                                 | スザンナ・フォーゲル                    | |
| 2018 | パブリック 図書館の奇跡                        | エミリオ・エステベス                    | ジョアン・ハイギンボトムと共同                                                                                                |
| 2019 | ジョン・ウィック:パラベラム                    | チャド・スタエルスキ                    | ジョエル・J・リチャードと共同 BMI映画音楽賞 - 受賞                                                                            |
| 2019 | ワイルド・スピード/スーパーコンボ              | デヴィッド・リーチ                      | |
| 2020 | 血の本                                         | ブラノン・ブラーガ                      | ジョエル・J・リチャードと共同                                                                                                 |
| 2022 | X エックス                                     | タイ・ウェスト                          | チェルシー・ウルフと共同 |
| 2022 | デイ・シフト                                   | J・J・ペリー                            | |
| 2022 | パール                                         | タイ・ウェスト                          | ティモシー・ウィリアムズと共同 ファンゴリア・チェーンソー・アワード作曲賞 - ノミネート IFMCAオリジナル・スコア賞 - ノミネート |
| 2023 | ジョン・ウィック:コンセクエンス                | チャド・スタエルスキ                    | ジョエル・J・リチャードと共同                                                                                                 |
| 2024 | MaXXXine マキシーン                            | タイ・ウェスト                          | |
| 2025 | ハボック                                       | ギャレス・エヴァンス                    | |
| 2025 | バレリーナ:The World of John Wick              | レン・ワイズマン                        | ジョエル・J・リチャードと共同 マルコ・ベルトラミとアンナ・ドルビッチから交代                                                  |

### テレビ
| 公開    | タイトル                  | 備考 |
| ------- | ------------------------- | --- |
| 2007–14 | カリフォルニケーション    | ツリー・アダムスと共同 BMIケーブル賞 - 受賞                                                                                   |
| 2008–09 | James Gunn's PG Porn      | |
| 2010–11 | Sym-Bionic Titan          | |
| 2014–16 | セイラム                  | |
| 2016–17 | エクソシスト              | テーマ曲 - ダニエル・ハート                                                                                                   |
| 2017    | サムライジャック          | ジョアン・ハイギンボトム、ディーター・ハートマンと共同 テーマ曲 - ジェームズ・L・ヴェナブル、ウィル・アイ・アム、George Pajon |
| 2017–19 | パニッシャー              | |
| 2018–19 | パージ                    | |
| 2019–20 | スタンプタウン            | |
| 2019–   | Primal                    | ジョアン・ハイギンボトムと共同                                                                                                |
| 2023    | エージェント・エルヴィス  | ティモシー・ウィリアムズと共同                                                                                                |
| 2023–   | Unicorn: Warriors Eternal | ジョアン・ハイギンボトムと共同                                                                                                |
| 2024–   | Tracker                   | ジョアン・ハイギンボトムと共同                                                                                                |

### ゲーム
| 発売 | タイトル                                      | 備考                       |
| ---- | --------------------------------------------- | -------------------------- |
| 2008 | Rise of the Argonauts                         |                            |
| 2009 | Watchmen: The End Is Nigh                     |                            |
| 2010 | アーミー オブ ツー: The 40th Day              |                            |
| 2010 | Transformers: War for Cybertron               |                            |
| 2013 | God of War: Ascension                         |                            |
| 2013 | KILLZONE SHADOW FALL                          | ローンと共同               |
| 2019 | Far Cry New Dawn                              | ジョン・スウィハートと共同 |
| 2022 | コール オブ デューティ モダン・ウォーフェアII | シーズン06                 |